# Phoebe Snow
Phoebe Snow (née Phoebe Ann Laub le 17 juillet 1950 et décédée le 26 avril 2011) est une autrice-compositrice-interprète et guitariste américaine. Comptant un total de seize albums, elle est connue pour ses chansons à succès de 1974 et 1975 Poetry Man et Harpo's Blues, et pour son duo avec Paul Simon sur Gone at Last. Snow chante également de nombreux jingles commerciaux pour de nombreux produits américains au cours des années 1980 et 1990, notamment General Foods International Coffees, Salon Selectives et Stouffer's Snow, connait le succès en Australie à la fin des années 1970 et au début des années 1980 avec cinq albums dans le top 100 sur ce territoire. En 1995, elle enregistre un album gospel avec Sisters of Glory.

## Biographie

### Jeunesse, famille et éducation

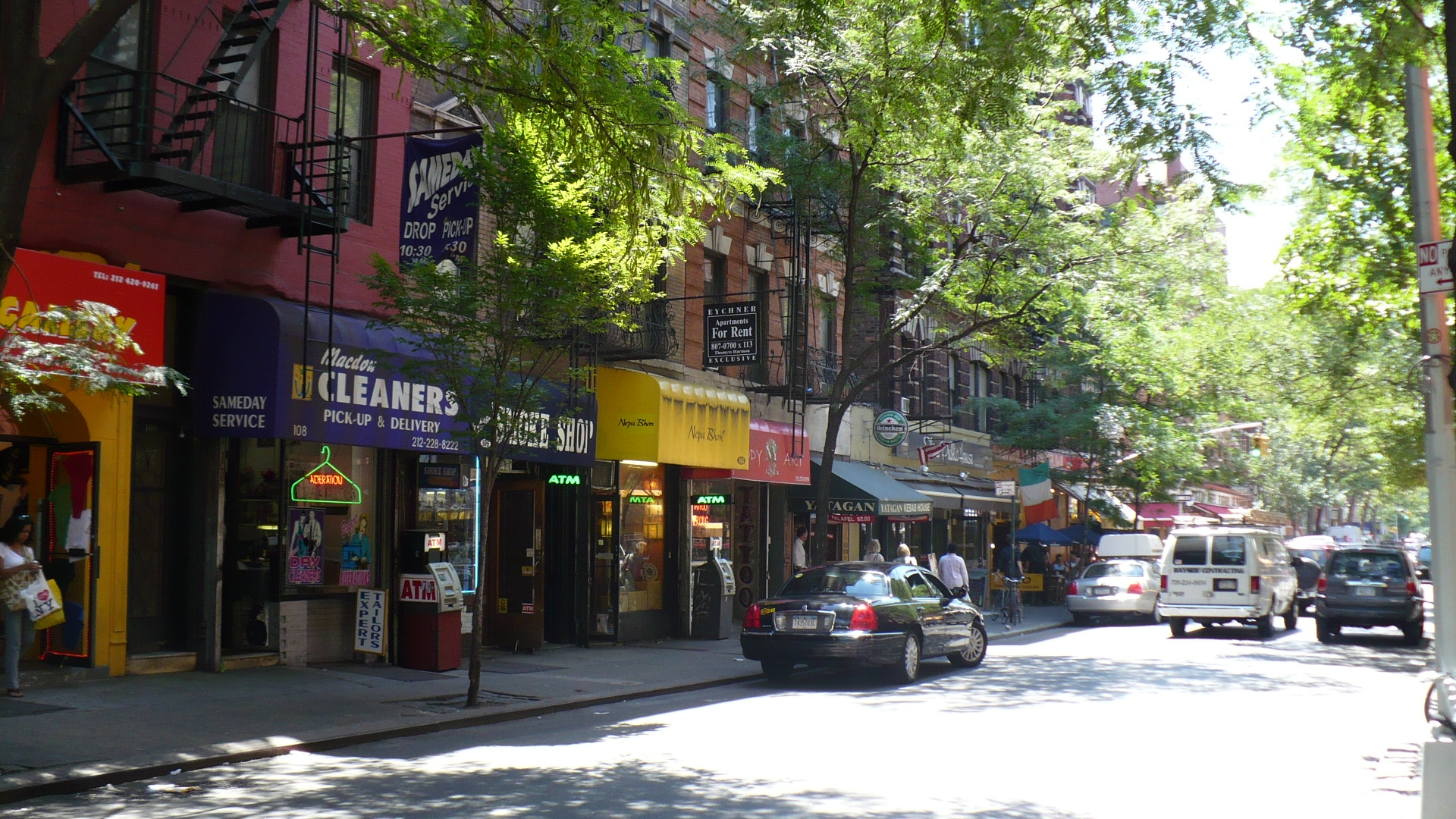
Greenwich Village, New York.

Phoebe Ann Laub nait à New York en 1950, et grandit dans une famille de musiciens qui écoutait toute la journée du delta blues, des airs de spectacles de Broadway, du jazz Dixieland, de la Musique classique et des enregistrements de musique folklorique. Son père, Merrill Laub, exterminateur de métier, avait une connaissance encyclopédique du cinéma et du théâtre américains et était également un collectionneur et restaurateur passionné d'antiquités. Sa mère, Lili Laub, était une professeure de danse d'origine juive qui avait joué avec le groupe de Martha Graham,,.
Snow grandit à Teaneck, dans le New Jersey, et obtient son diplôme du lycée de Teaneck en 1968. Elle fréquente ensuite le Shimer College à Mount Carroll, dans l'Illinois, mais n'obtient pas son diplôme. En tant qu'étudiante, elle sillonne les clubs de Greenwich Village, jouant de sa guitare acoustique Martin 000-18 et chantant lors de soirées amateurs. Son nom de scène vient d'un personnage fictif du début des années 1900 présenté dans les publicités du Delaware, Lackawanna et Western Railroad. Dans les images peintes et imprimées ultérieurement sur des photographies, la jeune femme « Phoebe Snow » est habillée tout en blanc pour souligner la propreté des trains de voyageurs de la ligne. (Les locomotives de Lackawanna brûlaient à l'époque du charbon anthracite qui produisait moins de suie que le charbon bitumineux).

### Repérage et premier album (1972–1975)

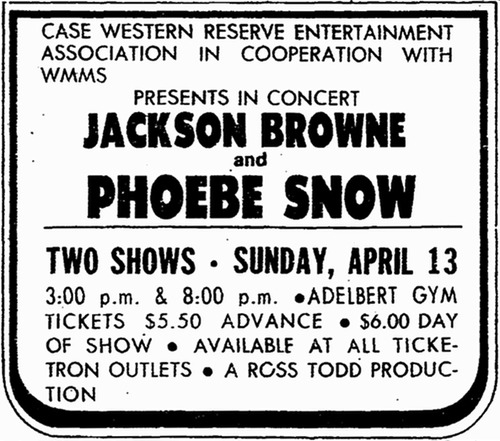
Publicité imprimée pour le concert de 1975 mettant en vedette Jackson Browne et Phoebe Snow.

Elle est repérée au club The Bitter End en 1972 par Denny Cordell, copropriétaire (avec Leon Russell) de Shelter Records. Il est tellement séduit par la chanteuse qu'il la signe sur son label et produit son premier enregistrement, enregistré au Church Studio. Elle sort un album éponyme, Phoebe Snow, comprenant San Francisco Bay Blues et Poetry Man, en 1974, avec des performances invitées de The Persuasions, Zoot Sims, Teddy Wilson, David Bromberg et Dave Mason.
L'album donne naissance à un single qui intègre le top cinq sur le Billboard Hot 100 avec Poetry Man en 1975. L'album est lui-même top cinq dans le Billboard, pour lequel elle reçoit une nomination pour le Grammy Award du meilleur nouvel artiste. Elle fait ensuite la couverture du magazine Rolling Stone, tandis qu'elle se produisait en première partie des tournées de Jackson Browne et Paul Simon (elle fournit des chœurs à Simon sur le single à succès teinté de gospel Gone at Last plus tard en 1975 - #23 sur le Hot 100.). La même année, 1975, elle est invitée plusieurs fois dans le Saturday Night Live, et s'y produit à la fois en solo et en duo avec Simon et Linda Ronstadt. Lors de son apparition en 1975, elle est enceinte de sept mois de sa fille, Valérie. On peut entendre sa voix de fond sur la chanson à succès de Simon 50 Ways to Leave Your Lover, avec Valerie Simpson et Patti Austin, de 1975. Gone at Last et 50 Ways to Leave Your Lover apparaissent tous deux sur l'album Still Crazy After All These Years de Simon, récompensé par un Grammy en 1975.

### Cinq albums suivants (1976–1981)
Des batailles juridiques ont lieu entre Snow et Shelter Records. Snow finit par signer chez Columbia Records. Son deuxième album, Second Childhood, paraît en 1976, produit par Phil Ramone. Il est plus jazzy et plus introspectif, et c'était un album d'or certifié par la RIAA pour Snow, le disque d'or étant décerné le 9 juillet 1976. Elle s'oriente vers un son plus orienté rock pour It Looks Like Snow, sorti plus tard en 1976 avec David Rubinson à la production. En 1977 sort Never Letting Go, toujours avec Ramone, tandis qu'en 1978 Against the Grain est réalisé par Barry Beckett. Après cela, Snow se sépare de Columbia ; elle dira plus tard « que le stress de ses obligations parentales compromettait sa capacité à faire de la musique efficacement ». En 1979, elle fait de nombreuses tournées à travers les États-Unis et le Canada avec le célèbre guitariste Arlen Roth comme guitariste principal et directeur musical. Sa reprise de la chanson de Paul McCartney Every Night en janvier 1979 atteint la 37e place au Royaume-Uni. En 1981, Snow, sort l'album Rock Away, chez Mirage Records, mais l'album déçoit le critique musical Geoffrey Himes.

### Période d'accalmie (1982–1988)
Le Rolling Stone Record Guide, publié en 1983, résume la carrière de Snow jusqu'à ce point en disant : « L'une des voix les plus douées de sa génération, Phoebe Snow peut faire à peu près tout, stylistiquement comme techniquement. [...] La question qui reste sans réponse est de savoir comment canaliser au mieux un tel talent. ». Elle est décrite par le New York Times comme une « contralto ancrée dans un grognement blues et capable de balayer quatre octaves ».
Snow passe de longues périodes loin de l'enregistrement, chantant souvent des jingles commerciaux pour AT&T, General Foods International Coffees, Salon Selectives, Stouffer's, Hampton Bay Ceiling Fans et d'autres pour subvenir à ses besoins et à ceux de sa fille. Snow enregistre la chanson thème de la première saison de la série télévisée Comment se débarrasser de son patron (la voix de Dolly Parton est utilisée pour le reste de la série). Snow chante également la chanson thème de A Different World de NBC lors de la première saison de la série (1987-1988).
En 1988, un duo avec Dave Mason, intitulé Dreams I Dream, atteint la 11e place des charts américains de musique contemporaine pour adultes.

### Nouvel album et participations (1989–2002)
Snow revient à l'enregistrement avec Something Real en 1989 et rassemble quelques succès supplémentaires dans les charts Adult Contemporary. Snow composé également la publicité Go 4 It ! de WDIV-TV (Détroit) en 1980. Elle chante Ancient Places, Sacred Lands, composé par Steve Horelick, dans le dixième épisode de Reading Rainbow, The Gift of the Sacred Dog. L'épisode est basé sur le livre du même nom de Paul Goble et a été narré par l'acteur Michael Ansara. Le film est tourné à Crow Agency, dans le Montana, en 1983.
Snow se produit en 1989 sur la scène de l'Avery Fisher Hall à New York, dans le cadre de Our Common Future : une émission télévisée en direct de cinq heures provenant de plusieurs pays. Cette même année, Snow chante le jingle de Colon Blow, une parodie de publicité pour céréales pour petit-déjeuner diffusée sur Saturday Night Live.
En 1990, elle interprète une reprise de la chanson de Delaney and Bonnie Get Ourselves Together pour la compilation Rubáiyát d'Elektra, avec notamment le guitariste Dick Smith du groupe Earth, Wind and Fire. En 1992, elle part en tournée avec le New York Rock and Soul Revue de Donald Fagen et figure sur l'album du groupe enregistré en direct au Beacon Theatre de New York. Tout au long des années 1990, elle fait de nombreuses apparitions dans l'émission de radio de Howard Stern. Elle chante en live lors d'émissions spéciales et d'anniversaires. En 1997, elle chante la chanson thème de Roseanne a cappella pendant les derniers instants de l'épisode final.
En 1995, Snow participe au concert The Wizard of Oz in Concert: Dreams Come True au Lincoln Center de New York, en chantant un medley de If I Only Had a Brain; a Heart; the Nerve. De plus, le concert inclut des performances de Jewel, Joel Grey, Roger Daltrey et Jackson Browne, entre autres. Un album du concert sort sous format CD sur Rhino Records. Snow rejoint le groupe pop Zap Mama, qui enregistre une reprise de Poetry Man de Snow dans un duo impromptu dans la série PBS Sessions at West 54th. Le groupe de filles hawaïennes Nā Leo Pilimehana connaît également un succès dans le classement Adult Contemporary en 1999 avec sa reprise de Poetry Man.
En mai 1998, elle reçoit le Cultural Achievement Award du maire de New York, Rudolph Giuliani.
Snow se produit devant le président américain Bill Clinton ainsi que la première dame Hillary Clinton et son cabinet à Camp David en 1999.

### Dernier album studio
En 2003, Snow sort son album Natural Wonder sur Eagle Records, contenant dix titres originaux, son premier album studio en 14 ans. Snow se produit au mariage d'Howard Stern en 2008 et fait une apparition spéciale dans le film Noah's Arc: Jumping the Broom dans son propre rôle. Certaines de ses musiques sont également présentées sur la bande originale du film. Son album Live (2008) contient plusieurs de ses tubes ainsi qu'une reprise de Piece of My Heart.

## Vie personnelle et décès
Entre 1975 et 1978, Snow est mariée à Phil Kearns (qui révélera plus tard son homosexualité). En 1976, elle donne naissance à une fille, Valerie Rose, née avec de graves lésions cérébrales,. Alors que Phil Kearns quitte le foyer, Snow décide de ne pas placer Valérie en institution et prend soin d'elle à la maison jusqu'à son décès, le 19 mars 2007, à l'âge de 31 ans. Les efforts de Snow pour prendre soin de Valerie mettent presque fin à sa carrière. Elle continue de prendre des cours de chant et étudie l'opéra de manière informelle.
Snow réside alors dans le comté de Bergen, dans le New Jersey, et dans ses dernières années, elle embrasse le bouddhisme.
Phoebe Snow déclenche une hémorragie cérébrale le 19 janvier 2010 et tombe dans le coma, souffrant de caillots sanguins, d'une pneumonie et d'une insuffisance cardiaque congestive. Elle décède le 26 avril 2011, à l'âge de 60 ans à Edison, dans le New Jersey.

## Discographie

### Albums studio
| 1974 | Phoebe Snow                                          | 4   | 22 | —  | 48 | - États-Unis : Or | Shelter Records |
| 1976 | Second Childhood                                     | 13  | 33 | —  | 71 | - États-Unis : Or | Columbia        |
| 1976 | It Looks Like Snow                                   | 29  | —  | —  | 64 |                   | Columbia        |
| 1977 | Never Letting Go                                     | 73  | 36 | —  | —  |                   | Columbia        |
| 1978 | Against the Grain                                    | 100 | —  | —  | —  |                   | Columbia        |
| 1981 | Rock Away                                            | 51  | —  | —  | —  |                   | Mirage Records  |
| 1989 | Something Real                                       | 75  | —  | —  | —  |                   | Elektra         |
| 1991 | The New York Rock and Soul Revue: Live at the Beacon | —   | —  | —  | —  |                   | Giant Records   |
| 1995 | Good News in Hard Times (avec Sisters of Glory)      | —   | —  | —  | —  |                   | Warner Bros.    |
| 1998 | I Can't Complain                                     | —   | —  | —  | —  |                   | House of Blues  |
| 2003 | Natural Wonder                                       | —   | —  | —  | —  |                   | Eagle Records   |
| 2008 | Live                                                 | —   | —  | 17 | —  |                   | Verve Records   |
| « — » signifie que l'album n'a a atteint aucun classement ou qu'il n'est jamais sorti sur ce territoire. |                                                      |     |    |    |    |                   |                 |

### Albums live
- 1991 : The New York Rock and Soul Revue: Live at the Beacon (en)
- 2008 : Live

### Singles
- 1974 : Good Times (Let the Good Times Roll)
- 1974 : Poetry Man (en)
- 1974 : Harpo's Blues
- 1975 : Gone at Last (en) (avec Paul Simon)
- 1976 : Two-Fisted Love
- 1976 : All Over
- 1976 : Shakey Ground (en)
- 1977 : Teach Me Tonight
- 1977 : Never Letting Go
- 1977 : Love Makes a Woman
- 1978 : In My Life
- 1977 : Every Night (en)
- 1981 : Games
- 1981 : Mercy, Mercy, Mercy
- 1981 : Baby Please
- 1988 : Dreams I Dream (avec Dave Mason)
- 1989 : If I Can Just Get Through the Night
- 1989 : Something Real

### Avec d'autres artistes
| Année | Single                                 | Album                                     | Artiste en duo                                   | Note                                                  |
| ----- | -------------------------------------- | ----------------------------------------- | ------------------------------------------------ | ----------------------------------------------------- |
| 1975  | 50 Ways to Leave Your Lover            | Still Crazy After All These Years         | Paul Simon                                       | Simples choeurs                                       |
| 1975  | Gone at Last                           | Still Crazy After All These Years         | Paul Simon                                       |                                                       |
| 1975  | Hymn                                   | Aftertones                                | Janis Ian                                        |                                                       |
| 1976  | Smile                                  | David Sanborn                             | David Sanborn                                    |                                                       |
| 1977  | Everybody Has a Dream                  | The Stranger                              | Billy Joel                                       | Simples choeurs                                       |
| 1978  | Reelin'                                | One-Eyed Jack                             | Garland Jeffreys                                 |                                                       |
| 1980  | Sometimes Love Forgets                 | Hot Spot                                  | Steve Goodman                                    |                                                       |
| 1982  | You Really Got a Hold on Me            | Bobby McFerrin                            | Bobby McFerrin                                   |                                                       |
| 1982  | Hammer & Nails                         | Experiment in White                       | Janis Siegel                                     |                                                       |
| 1982  | Whether or Not the World Gets Better   | Roll It                                   | Jimmy Salvemini                                  |                                                       |
| 1984  | Gravity's Angel                        | Mister Heartbreak                         | Laurie Anderson                                  | Simples choeurs                                       |
| 1984  | Eenie, Meenie, Minie, Moe              | You're Gettin' Even While I'm Gettin' Odd | The J. Geils Band                                | Simples choeurs                                       |
| 1984  | Thankful N'Thoughtful                  | Night Lines                               | Dave Grusin                                      |                                                       |
| 1984  | Between Old and New York               | Night Lines                               | Dave Grusin                                      |                                                       |
| 1987  | The One                                | Unchain My Heart                          | Joe Cocker                                       |                                                       |
| 1987  | Dreams I Dream                         | Two Hearts                                | Dave Mason                                       |                                                       |
| 1990  | Don't Piss Me Off                      | Funk of Ages                              | Bernie Worrell                                   |                                                       |
| 1991  | Club Soul City                         | Scene of the Crime                        | Killer Joe                                       |                                                       |
| 1991  | Tossin' and Turnin'                    | Johnnie Be Back                           | Johnnie Johnson                                  |                                                       |
| 1991  | Don't Like the Way You Look at My Love | Russ Irwin                                | Russ Irwin                                       | Simples choeurs                                       |
| 1992  | Knock on Wood                          | The New York Rock and Soul Revue          | Michael McDonald                                 |                                                       |
| 1993  | A Lover's Question                     | Portrait of the Blues                     | Lou Rawls                                        |                                                       |
| 1993  | Inner City Blues                       | The World's Most Dangerous Party          | Paul Shaffer and the Party Boys of Rock 'n' Roll |                                                       |
| 1993  | My Emotion                             | « Yuri » Original Soundtrack              | Hiroshi Fujiwara                                 |                                                       |
| 1994  | The Feeling                            | Robotix                                   | Program 2                                        |                                                       |
| 1996  | Baby I'm Yours                         | Naked City                                | Avenue Blue feat. Jeff Golub                     |                                                       |
| 1996  | Three Little Birds                     | One World!                                | Gregory Abbott                                   |                                                       |
| 1997  | People Get Ready                       | Ladysmith Black Mambazo & Friends         | Ladysmith Black Mambazo                          |                                                       |
| 1999  | Fugitive of Love                       | The Importance of Being                   | Ernest Kohl                                      |                                                       |
| 1999  | The Best Thing                         | In My Head                                | Robert Lamm                                      |                                                       |
| 1999  | Swept Away                             | In My Head                                | Robert Lamm                                      |                                                       |
| 1999  | One Too Many Mornings                  | Portraits of Bob Dylan                    | Steve Howe                                       |                                                       |
| 2003  | Will You Love Me Tomorrow              | Harmony                                   | Will and Rainbow                                 |                                                       |
| 2003  | For the Love of You                    | Harmony                                   | Will and Rainbow                                 |                                                       |
| 2003  | Trouble in Mind                        | Harmony                                   | Will and Rainbow                                 |                                                       |
| 2004  | B-itch/Dumb A-ss                       | Back In 20                                | Gary U.S. Bonds                                  |                                                       |
| 2008  | Pray for the USA                       | Yes We Can!                               | Maria Muldaur, Women's Voices for Peace Choir    |                                                       |
| 2009  | Monkey Around                          | Etruscan Soul                             | Rob Paparozzi                                    |                                                       |
| 2018  | Oh Happy Day                           | Christmas at the Vatican                  | CeCe Peniston & Thelma Houston                   | Enregistré en concert au Aula Paolo VI, Vatican City. |

### Compilations de divers artistes
- 1982 : 9 to 5 (chanson thème des émissions de télévision 9 to 5 (1982-1983, 1986-1988) thème d'ouverture de la première saison) – reprise de Dolly Parton
- 1989 : Darling Be Home Soon (album de la bande originale du film Rude Awakening) — reprise de The Lovin' Spoonful
- 1990 : Get Ourselves Together (Rubáiyát : album du 40e anniversaire d'Elektra) — reprise de Delaney, Bonnie and Friends
- 1995 : Merry Christmas Baby (album Winter Fire and Snow) — reprise de Johnny Moore's Three Blazers
- 1997 : Time and Love (album Time and Love – La Musique de Laura Nyro) — pochette de Laura Nyro
- 2002 : Single Again (album Sincerely - Mariya Takeuchi Songbook-) — reprise de Mariya Takeuchi
- 2002 : Always Here for You (album Once in a Lifetime -Mayo Okamoto Songbook-) — Reprise de Mayo Okamoto, titre original de la chanson Dear...
- 2003 : Beams of Heaven (album Shout, Sister, Shout! – un hommage à Sister Rosetta Tharpe) — reprise de Sister Rosetta Tharpe
- 2012 : In My Girlish Days (album ....First Came Memphis Minnie ) — reprise de Memphis Minnie